# 蕭泰登
萧泰登（1266年—1303年），字则平，号方崖，元朝官员，其先长沙人，迁居安成。
父亲萧元永，琼州路安抚副使。萧泰登授永丰县丞。行省以其才，擢升为湖南道儒学副提举、佥广东提刑按察司事。建议减韶州岁赋银条，丁母忧去官。元成宗即位，召萧泰登为兵部郎中，与礼部侍郎李衎前去招谕安南。安南归还所侵地二百里，回国后，授连州知州，未就任，丁父忧。起复为江西儒学提举，改转任为广西廉访司佥事。弹劾都元帅薛阇干，释放薛阇干所掠生口六百七十五人、牛马三千六百头。察冤狱，释放一百三十七人。未几，拜南台监察御史，分按江浙行省，在途中船上去世，年三十八岁。